# Nadole (Łódź)
Pour les articles homonymes, voir Nadole.
Nadole (prononciation [naˈdɔlɛ]) est un village de la gmina de Żarnów, du powiat d'Opoczno, dans la voïvodie de Łódź, situé dans le centre de la Pologne.
Il se situe à environ 4 kilomètres au nord-est de Żarnów (siège de la gmina), 14 kilomètres au sud d'Opoczno (siège du powiat) et 78 kilomètres au sud-est de Łódź (capitale de la voïvodie).
Sa population s'élevait à 76 habitants en 2012.

## Administration
De 1975 à 1998, le village était attaché administrativement à l'ancienne voïvodie de Piotrków.

Depuis 1999, il fait partie de la nouvelle voïvodie de Łódź.